# Alchemilla sericea
Alchemilla sericea är en rosväxtart som beskrevs av Carl Ludwig von Willdenow. Alchemilla sericea ingår i släktet daggkåpor, och familjen rosväxter.

## Underarter
Arten delas in i följande underarter:
- A. s. chlorosericea
- A. s. raddeana